# ستريبتوليسين
ستريبتوليسين (بالإنجليزية: Streptolysin)‏ هما نوعان من السموم الخارجية الحالة للدم من البكتريا العقدية.  تشمل الأنواع ستربتوليسين O، وستربتوليسين S. 

## ستريبتوليسين O
ستريبتوليسين O، هو سم بكتيري يحتوي على أربعة مجالات بروتينية معروفة بأنها تجعل أغشية البلازما في الخلايا الحيوانية قابلة للاختراق. يقوم بذلك عن طريق إنشاء معقدات مسامية داخل الغشاء عن طريق ربط المونومر أولاً بالكوليسترول الموجود في الغشاء المستهدف ثم تكوين مسام غشاء قليل القسيمات. تفرز هذه السموم بواسطة البكتيريا العقدية المقيحة موجبة الجرام. لكي يعمل ستريبتوليسين O بشكل فعال، فإنه يحتاج إلى كمية كبيرة من الكوليسترول ليكون موجودًا في الغشاء المستهدف.
تم إثبات أن ألبومين المصل البشري يحيد التأثيرات السامة للخلايا والانحلالية لستريبتوليسين O من خلال ارتباطه في موقع غير تقليدي يقع في المجال II، والذي تم الإبلاغ عنه سابقًا أنه يتفاعل أيضًا مع سموم المطثية العسيرة.
يحتوي هذا السم على تأثيرات مستضدية عالية تجعله ينتج الجسم المضاد المضاد للستريبتوليسين O.

## ستربتوليسين S
ستريبتوليسين S، هو عامل ضراوة حال للخلايا. هو عبارة عن ببتيد معدل بعد التحويل تم تصنيعه من خلال مسار تطوري طبيعي. ستريبتوليسين S هو المسؤول عن المظهر الانحلالي للمكورات العقدية المقيحة عندما تنمو على ألواح أجار الدم. ضراوة ستريبتوليسين S تنتج عن طريق إتلاف الأنسجة الرخوة ويمكن أن تعمل أيضًا كجزيء إشارة. عندما يتم تقديمه إلى مضيف، فإنه يؤثر على الخلايا البلعمية ويساعد أيضًا على إدخال الغاز عبر حاجز الجلد.